# Wybory do Parlamentu Europejskiego we Francji w 2014 roku
Wybory do Parlamentu Europejskiego VIII kadencji we Francji zostały przeprowadzone 25 maja 2014, dzień wcześniej głosowano w niektórych terytoriach zamorskich. Francuzi wybrali 74 eurodeputowanych. Frekwencja wyniosła 42,43%.

## Wyniki wyborów
| Lista wyborcza                                      | Głosy      | %     | Mandaty |
| --------------------------------------------------- | ---------- | ----- | ------- |
| Front Narodowy                                      | 4 712 461  | 24,86 | 24      |
| Unia na rzecz Ruchu Ludowego                        | 3 943 819  | 20,81 | 20      |
| Partia Socjalistyczna + Lewicowa Partia Radykalna   | 2 650 357  | 13,98 | 13      |
| Unia Demokratów i Niezależnych + Ruch Demokratyczny | 1 884 565  | 9,94  | 7       |
| Europa Ekologia – Zieloni                           | 1 696 442  | 8,95  | 6       |
| Front Lewicy + Sojusz Zamorski                      | 1 252 730  | 6,61  | 4       |
| Powstań Republiko                                   | 724 441    | 3,82  | 0       |
| Nouvelle donne                                      | 549 734    | 2,90  | 0       |
| Nous Citoyens                                       | 266 343    | 1,41  | 0       |
| Walka Robotnicza                                    | 222 491    | 1,17  | 0       |
| Niezależny Sojusz Ekologiczny                       | 211 759    | 1,12  | 0       |
| Pozostali                                           | 840 619    | –     | 0       |
| Głosy nieważne i puste                              | 797 504    | –     | –       |
| Razem                                               | 19 753 140 | 100   | 74      |